# Думитреску, Даниэль
Даниэль Думитреску (рум. Daniel Dumitrescu; род. 23 сентября 1968, Румыния) — румынский профессиональный боксёр, призёр Олимпийских игр и чемпионата Европы.

## Любительская карьера
Даниэль Думитреску стал чемпионом Румынии среди юниоров в наилегчайшем весе в 1984 году и чемпионом Румынии среди юниоров в полулёгком весе в 1986 году. Он стал четвертьфиналистом чемпионата мира среди юниоров 1985 года в Бухаресте и завоевал бронзовую медаль в полулёгком весе на чемпионате Европы среди юниоров 1986 года в Копенгагене.
Во взрослой категории он стал чемпионом Румынии в полулегком весе в 1987 году и был четвертьфиналистом чемпионата Европы 1987 года в Турине.
В 1988 году он вновь стал чемпионом Румынии в полулегком весе, а также выиграл международные турниры «Золотой пояс» в Бухаресте и «Ахмет Джомерт» в Стамбуле, что обеспечило ему участие в Олимпийских играх 1988 года в Сеуле. Там он победил Энтони Коньегвачи, Ватару Ямаду, Ванчая Понгсри, Регилио Туура и Ли Джэ-Хёка, проиграв в финале Джованни Паризи и таким образом завоевав олимпийское серебро в полулёгком весе.
Ещё одну серебряную медаль, на этот раз в лёгкой весовой категории, он завоевал на чемпионате Европы 1989 года в Афинах, проиграв в финале Косте Цзю. Затем он провел около года в Германии, выступая за клуб «Байер 04 Леверкузен» в первой Бундеслиге. Его пригласил тогдашний главный тренер «Леверкузена» Валентин Силаги, и он тренировался с ним в течение года.
Достигнув финала европейской олимпийской квалификации в Берке, Франция, он получил право участвовать в Олимпийских играх 1992 года в Барселоне, где в четвертьфинале уступил Рамазу Палиани, заняв пятое место.

## Профессиональная карьера
С апреля 1993 года по август 1997 года  провёл девять профессиональных боёв в Румынии и Франции, семь из которых выиграл. 18 декабря 1994 года он выиграл титул чемпиона Румынии в лёгком весе, победив Георге Гичана по очкам.